# Miami Beach
Miami Beach est une ville américaine située dans le comté de Miami-Dade, dans le sud-est de l'État de Floride. Elle fait face à la ville de Miami, de laquelle elle est séparée par la baie de Biscayne à l'ouest, tandis qu'elle est baignée par l'océan Atlantique à l'est. Son architecture Art déco le long d'Ocean Drive (Miami Beach Architectural District) et ses grandes plages en font une destination renommée sur le plan international.
Établie le 26 mars 1915 avec le statut de town, Miami Beach devient une ville le 1er mai 1917. Sa population est de 87 779 habitants lors du recensement des États-Unis de 2010. Un grand nombre de ses résidents sont natifs de l'étranger, la ville étant marquée par une forte influence hispano-américaine.

## Histoire
Peuplée, dans un lointain passé, par des Amérindiens Tequesta, la langue de terre jadis marécageuse et inhospitalière où se dresse maintenant Miami Beach n'est occupée en permanence qu'à la fin du XIXe siècle. Le lieu est parfois mentionné sous le nom d'Ocean Beach avant la généralisation du nom de Miami Beach.
On a souvent tendance à croire que Miami Beach est un quartier de la ville de Miami, alors qu'il s'agit bien de deux municipalités distinctes. Miami Beach est officiellement incorporée en tant que ville le 1er mai 1917.
En 1979, le Miami Beach Architectural District (également connu en tant sous les noms d'Old Miami Beach Historic District et de Miami Art Deco District) de la ville est inscrit au Registre national des lieux historiques. L'Art Deco District est la plus grande collection architecturale d'Art déco dans le monde.

## Géographie
La ville de Miami Beach est située à quelques kilomètres à peine de Downtown Miami, dans l'aire métropolitaine de Miami. La superficie de Miami Beach est de 48,5 km2 dont 30,2 km2 (62,37 %) en plans d'eau. Miami Beach englobe une étroite île barrière de forme allongée située à 4 km de la côte, et 16 îlots répartis çà et là dans la baie de Biscayne. Les mangroves qui recouvraient jadis tout le secteur à l'ouest de Washington Avenue ont été asséchées et remplies, modifiant sensiblement les contours originaux de l'île. Par ailleurs, en 1905, le gouvernement fit creuser une voie navigable sur la pointe sud de l'île afin de relier la baie de Biscayne à l'océan Atlantique ; l'extrémité scindée fut baptisée Fisher Island.
Miami Beach est l'une des plus grandes références en matière de tourisme.

## Démographie
| Groupe            | Miami Beach | Floride | États-Unis |
| ----------------- | ----------- | ------- | ---------- |
| Blancs            | 87,4        | 75,0    | 72,4       |
| Afro-Américains   | 4,4         | 16,0    | 12,6       |
| Autres            | 3,5         | 3,6     | 6,2        |
| Métis             | 2,7         | 2,5     | 2,9        |
| Asiatiques        | 1,9         | 2,4     | 4,8        |
| Amérindiens       | 0,3         | 0,4     | 0,9        |
| Total             | 100         | 100     | 100        |
|                   |             |         |            |
| Latino-Américains | 53,1        | 22,5    | 16,7       |

Selon l'American Community Survey, pour la période 2011-2015, 54,59 % de la population âgée de plus de 5 ans déclare parler espagnol à la maison, alors que 31,61 % déclare parler l'anglais, 2,27 % le français, 2,07 % le portugais, 1,75 % l'italien, 1,53 % le russe, 1,15 % l'hébreu, 0,70 % et 4,33 % une autre langue.
| 1920 | 1930  | 1940   | 1950   | 1960   | 1970   |
| ---- | ----- | ------ | ------ | ------ | ------ |
| 644  | 6 494 | 28 012 | 46 282 | 63 145 | 87 072 |

| 1980   | 1990   | 2000   | 2010   | - | - |
| ------ | ------ | ------ | ------ | - | - |
| 96 298 | 92 639 | 87 933 | 87 779 | - | - |

## Maires
| No | Portrait                                                          | Identité                        | Période          | Période          | Durée                      | Étiquette       |
| No | Portrait                                                          | Identité                        | Début            | Fin              | Durée                      | Étiquette       |
| -- | ----------------------------------------------------------------- | ------------------------------- | ---------------- | ---------------- | -------------------------- | --------------- |
| 37 | Philip Levine                                                     | Philip Levine (en) (né en 1962) | 25 novembre 2013 | 13 novembre 2017 | 3 ans, 11 mois et 19 jours | Parti démocrate |
| 38 | Dan Gelber                                                        | Dan Gelber (en) (né en 1960)    | 13 novembre 2017 |                  |                            | Parti démocrate |
|    | Pas de portrait sous licence libre disponible pour Steven Meiner. | Steven Meiner (en)              | 21 novembre 2023 | En cours         | 1 an, 6 mois et 30 jours   |                 |

## Jumelages
| Ville | Ville          | Pays | Pays     | Période                    |
| ----- | -------------- | ---- | -------- | -------------------------- |
|       | Almonte        |      | Espagne  | depuis le 18 février 1988  |
|       | Asmara         |      | Érythrée |                            |
|       | Brampton       |      | Canada   | depuis le 20 mars 2009     |
|       | Bâle           |      | Suisse   | depuis le 31 juillet 2011  |
|       | Callao         |      | Pérou    | depuis 2016                |
|       | Cascais,       |      | Portugal | depuis le 20 décembre 2019 |
|       | Cozumel        |      | Mexique  | depuis le 17 juin 1992     |
|       | Fortaleza      |      | Brésil   | depuis le 7 juillet 2004   |
|       | Fujisawa       |      | Japon    | depuis le 4 mars 1959      |
|       | Ica            |      | Pérou    | depuis le 9 octobre 1996   |
|       | Marbella       |      | Espagne  |                            |
|       | Nahariya       |      | Israël   | depuis le 9 juin 2004      |
|       | Pescara        |      | Italie   | depuis le 21 octobre 1997  |
|       | Rio de Janeiro |      | Brésil   |                            |
|       | Santa Marta    |      | Colombie | depuis le 21 février 1979  |
|       | Český Krumlov  |      | Tchéquie |                            |

## Galerie photographique

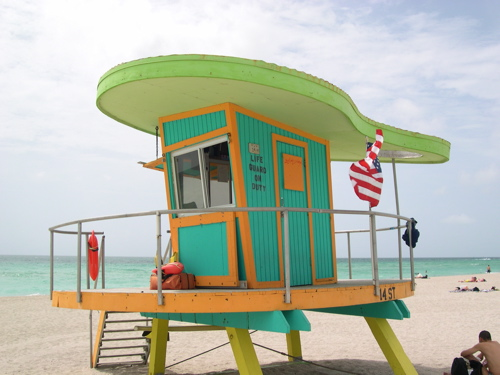
Cabine de secouriste sur la plage.
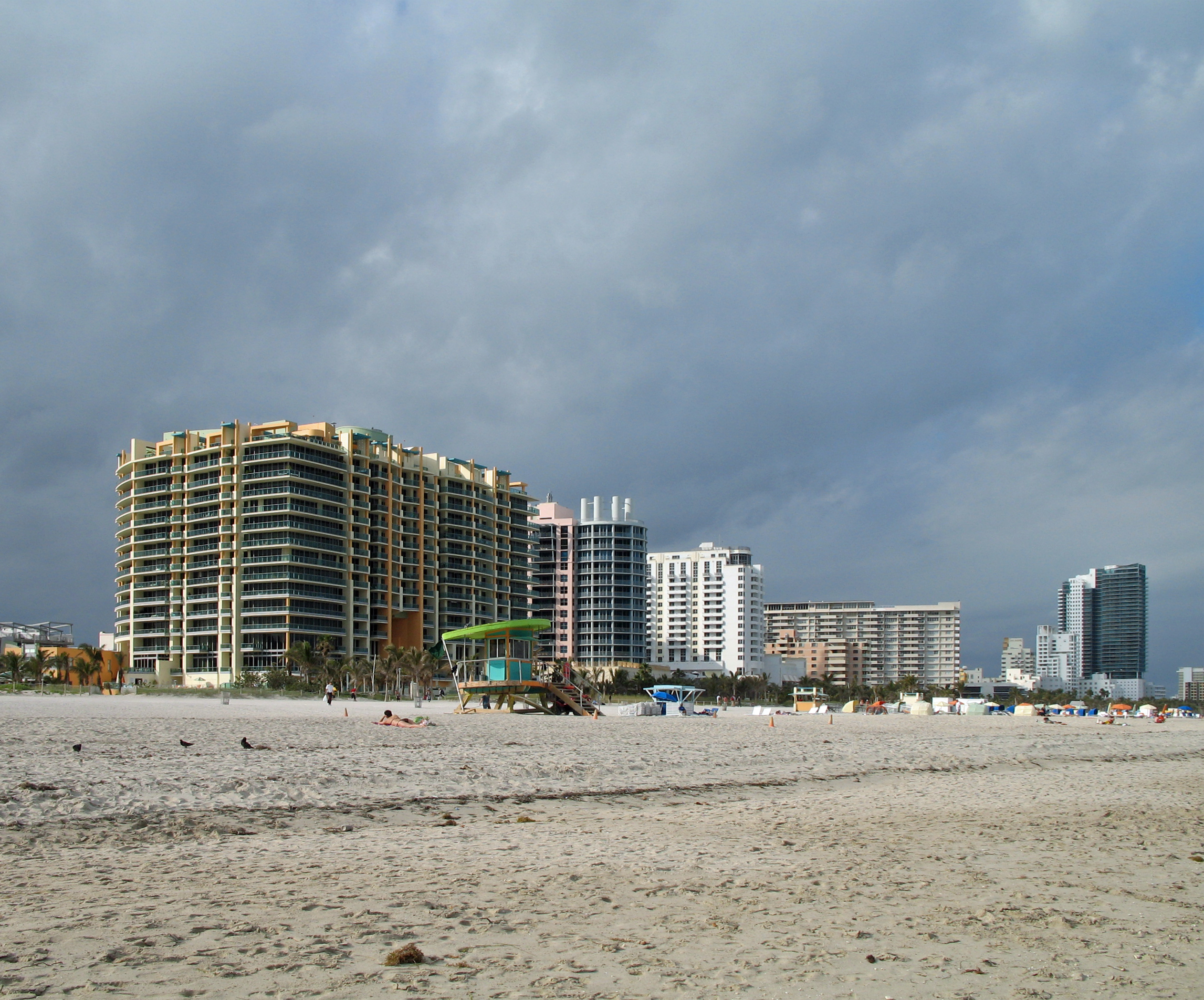
La plage.
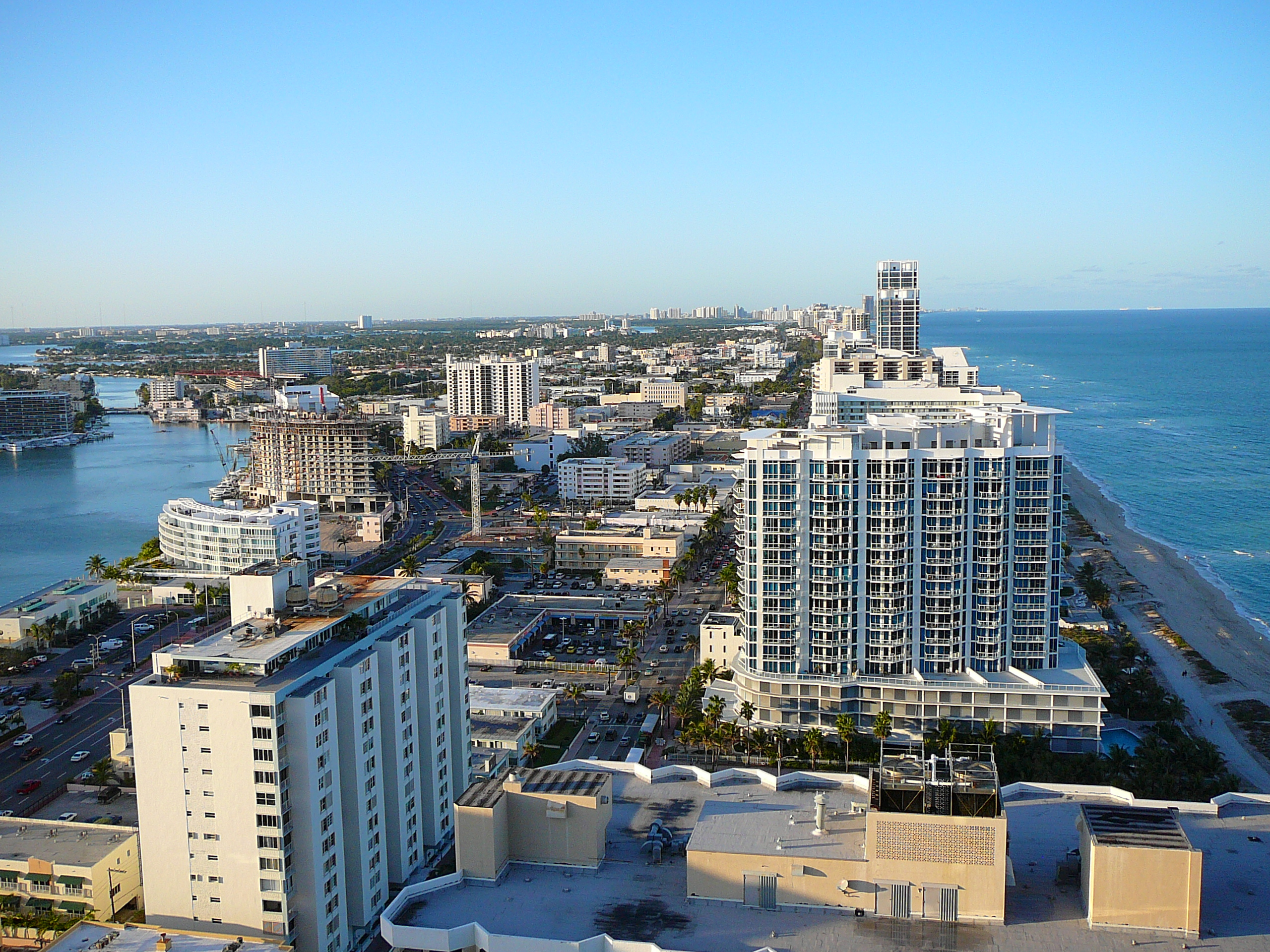
Partie nord de la ville de Miami Beach.
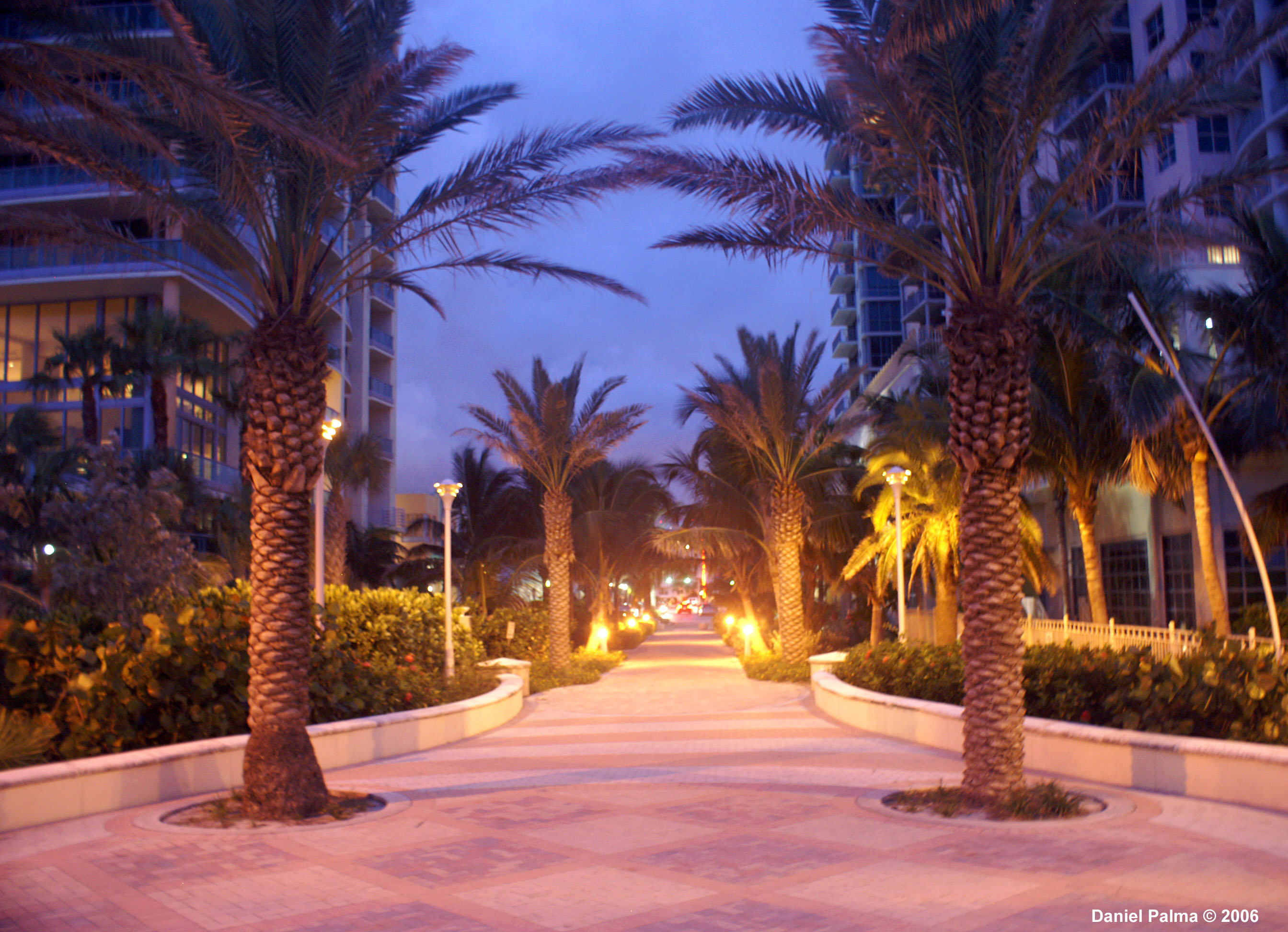
Entrée de la promenade du bord de mer de South Beach à l'intersection de la 15e rue et de l'avenue Collins.
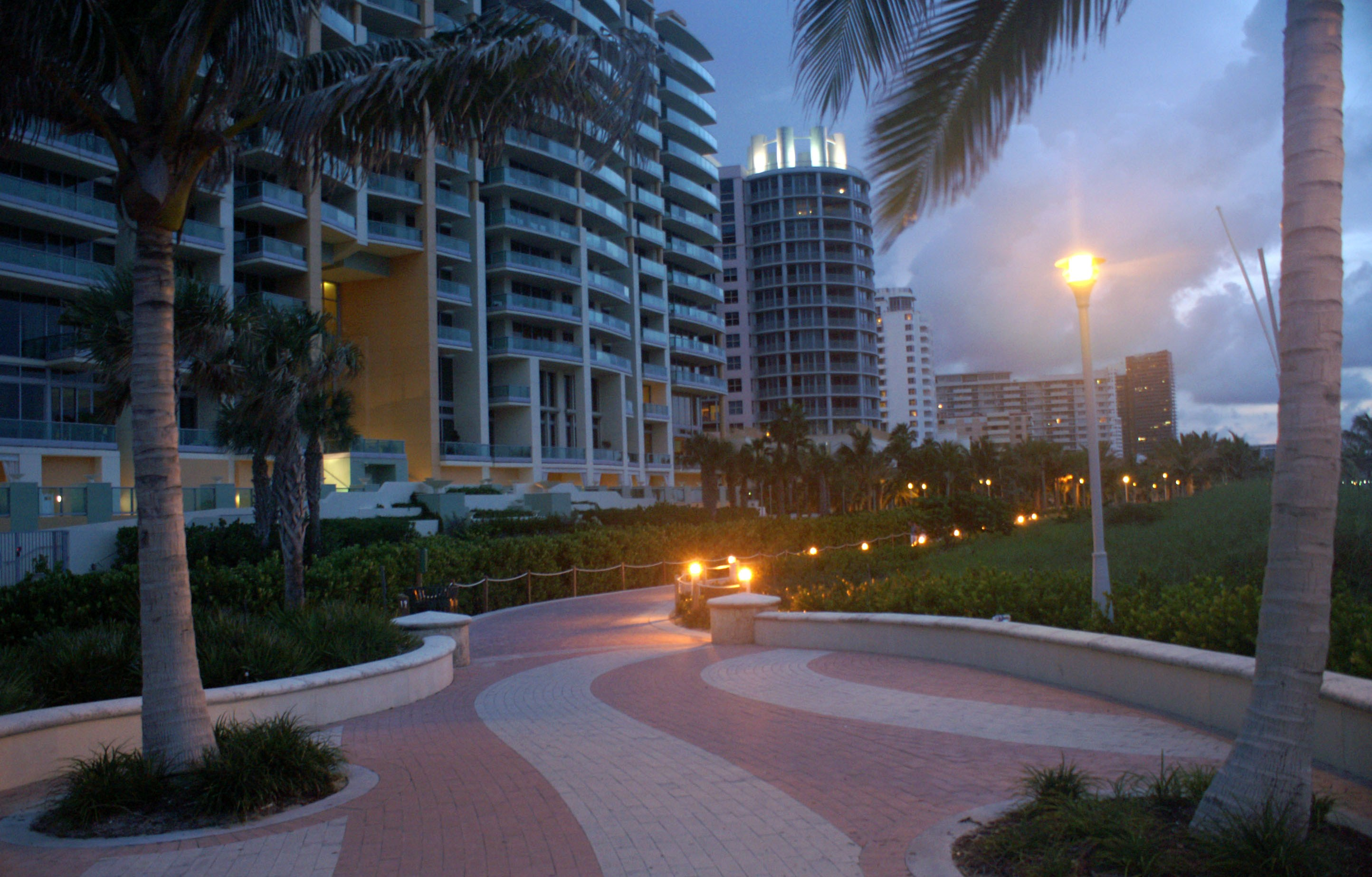
Entrée de la promenade du bord de mer de South Beach au niveau du parc Lummus et d'Ocean Drive.
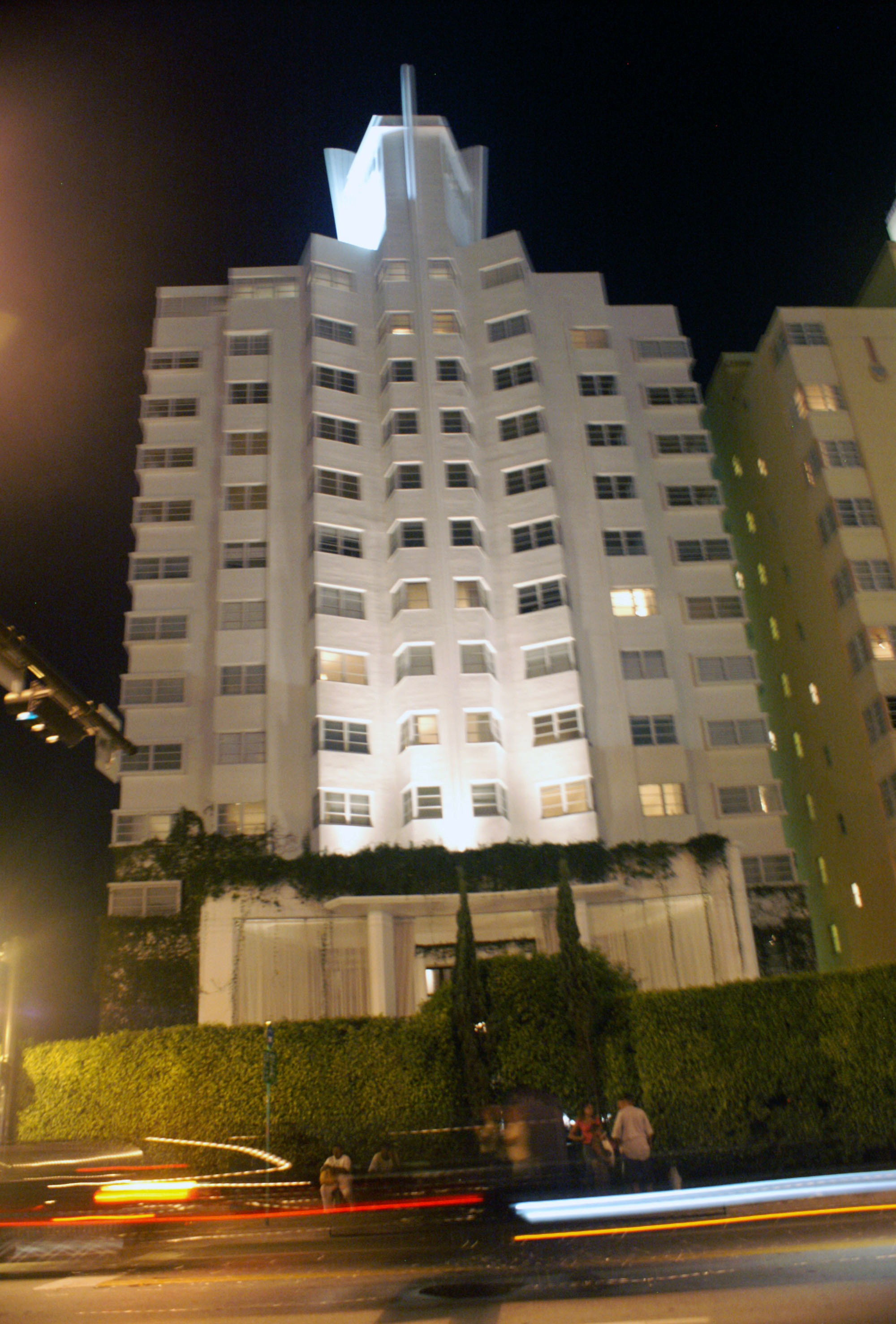
L'Hôtel Delano - À l'intersection  de la 17e rue et de l'avenue Collins.
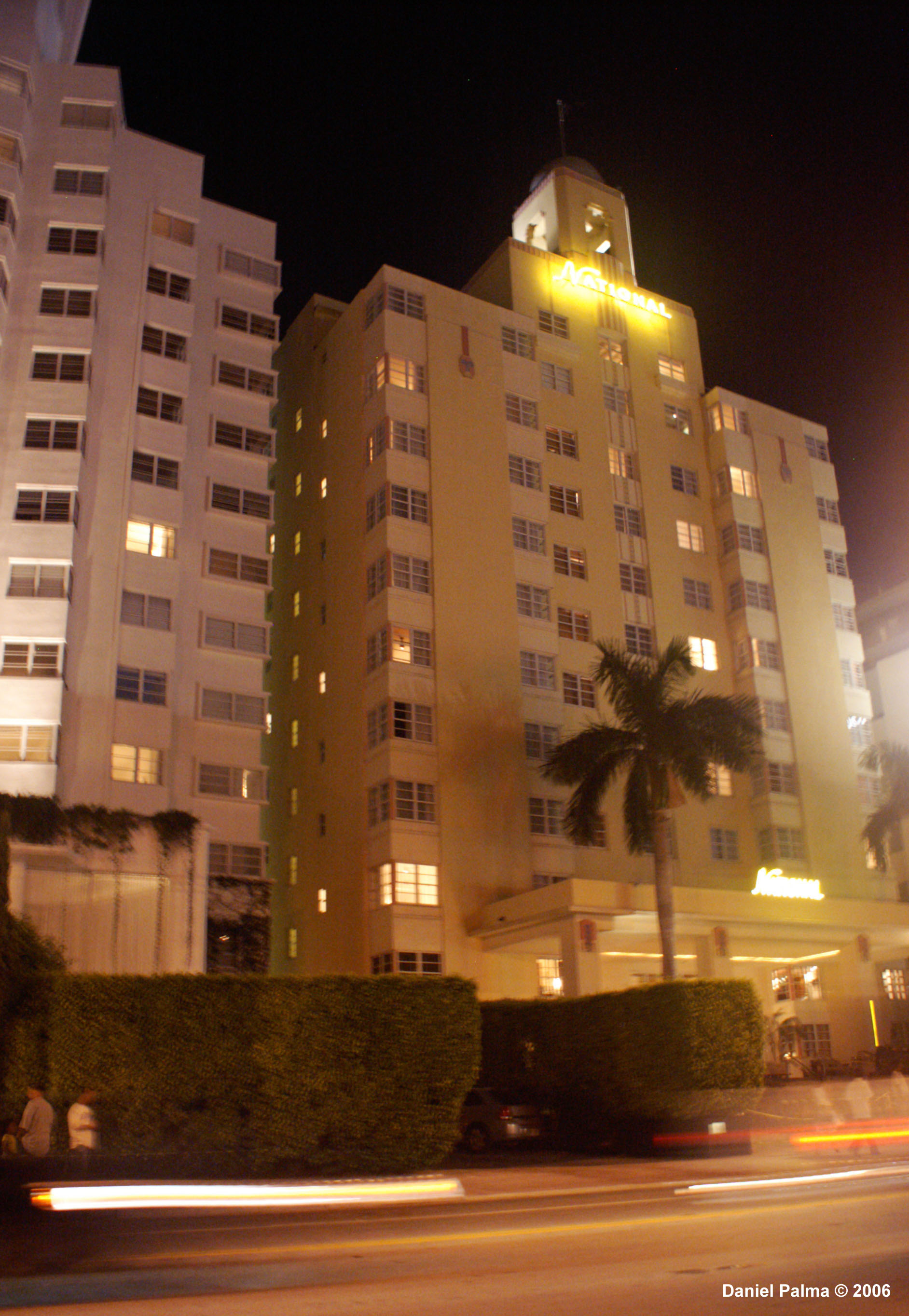
L'Hôtel National sur l'avenue Collins entre la 17e rue et Lincoln Road.
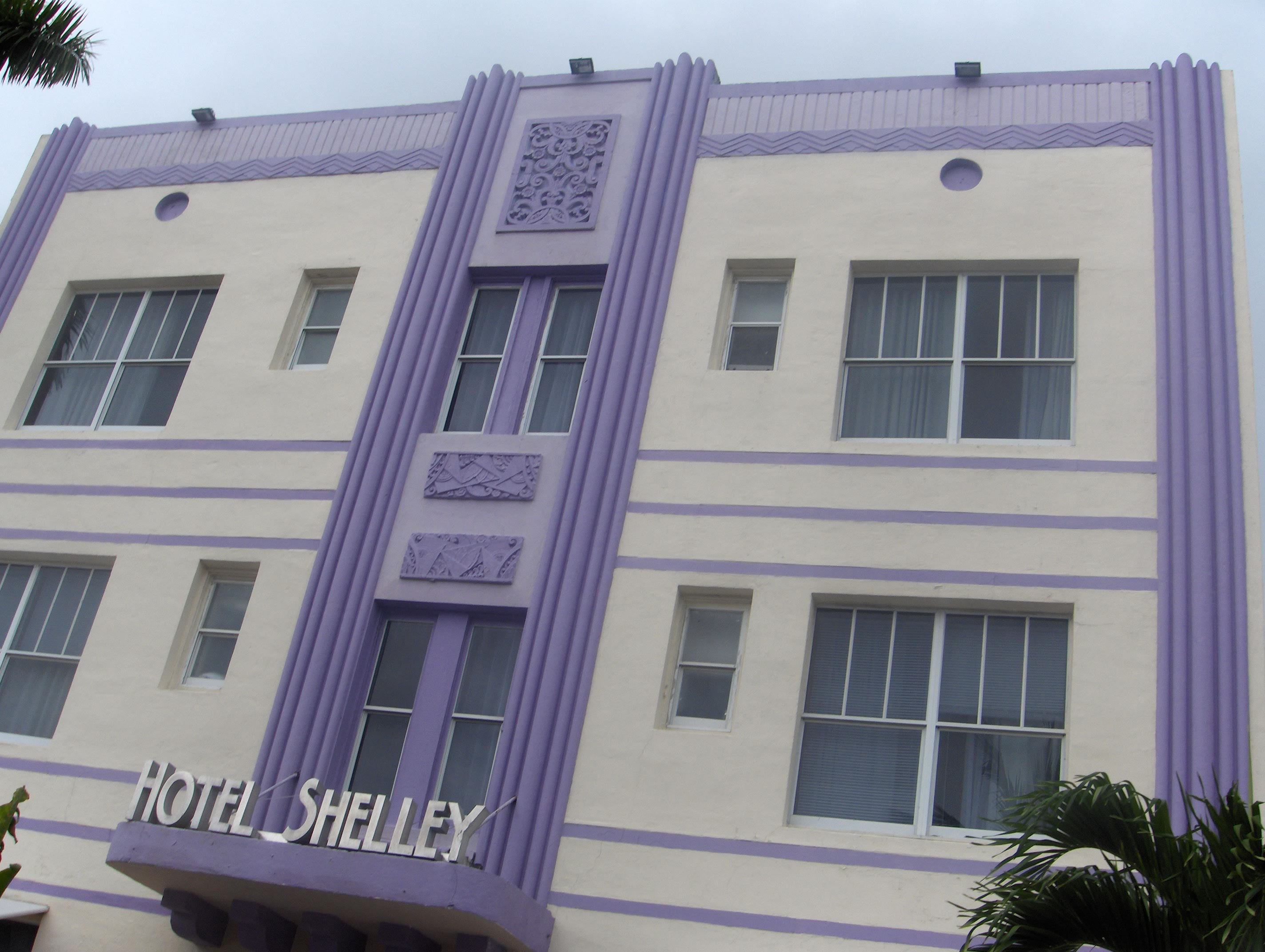
Hôtel Shelley sur l'avenue Collins.
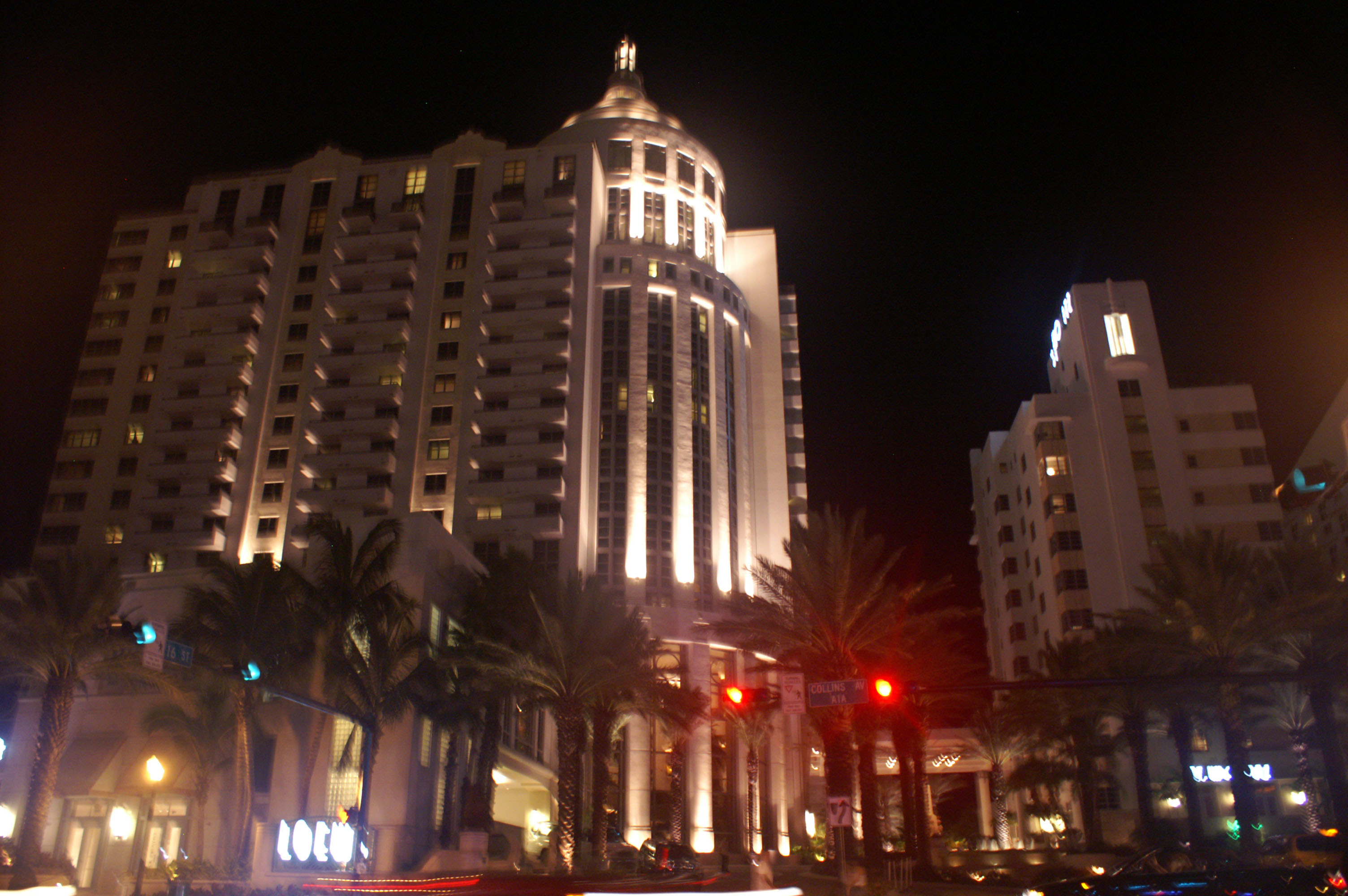
L'Hôtel Lowes sur la 16e rue et l'avenue Collins.
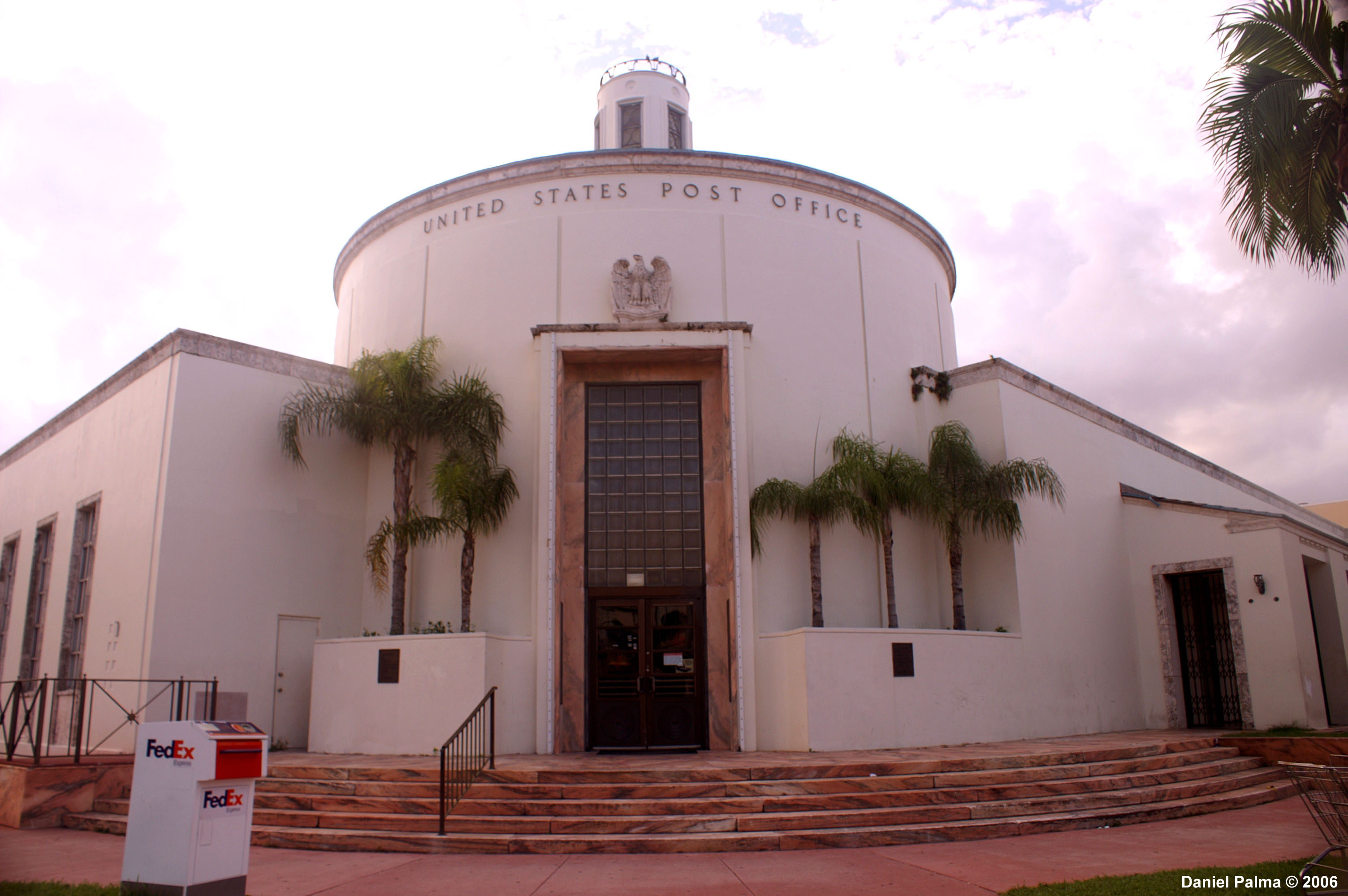
Bureau de poste de Miami Beach - avenue Washington et 13e rue.
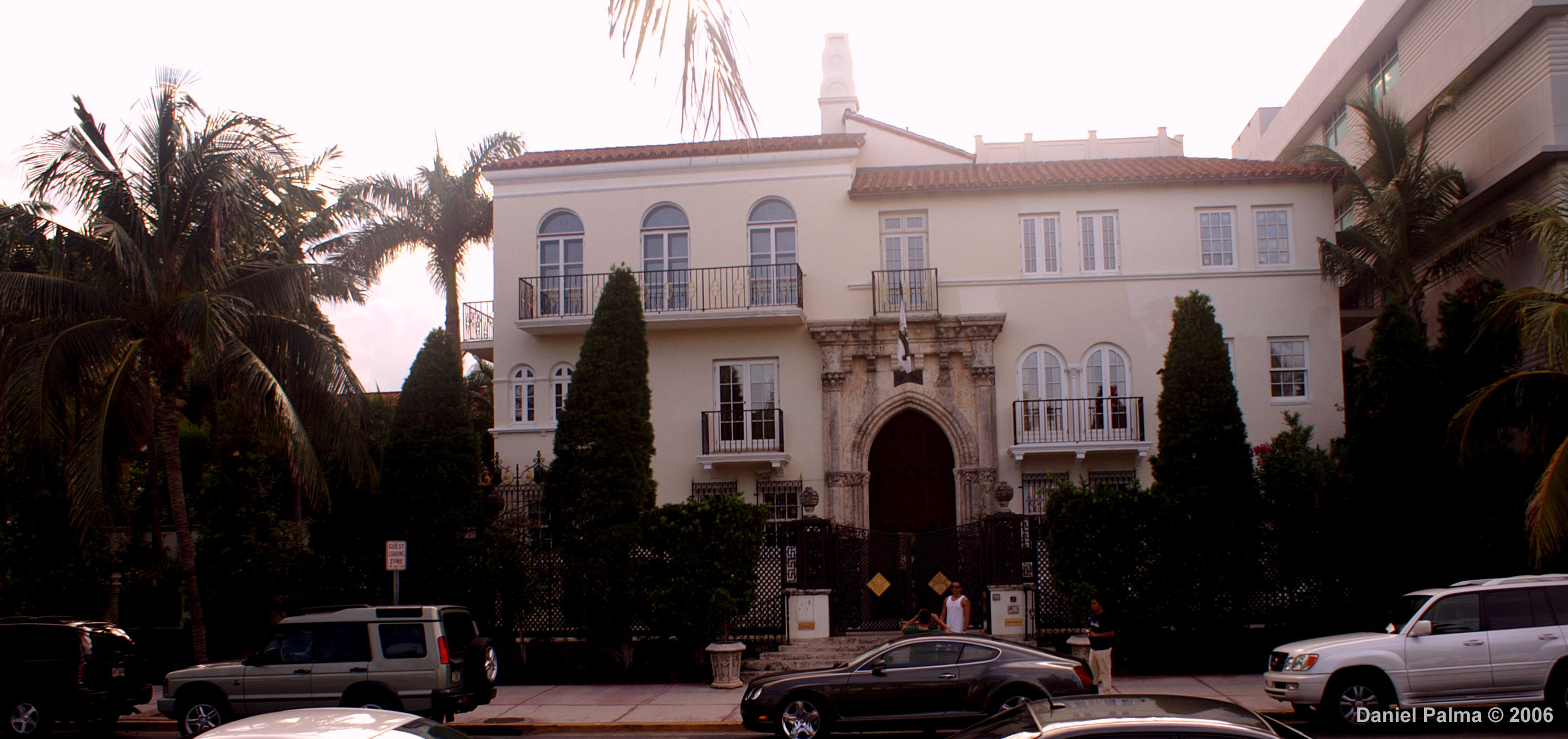
Ancienne résidence de Gianni Versace au coin d'Ocean Drive et de la 11e rue.
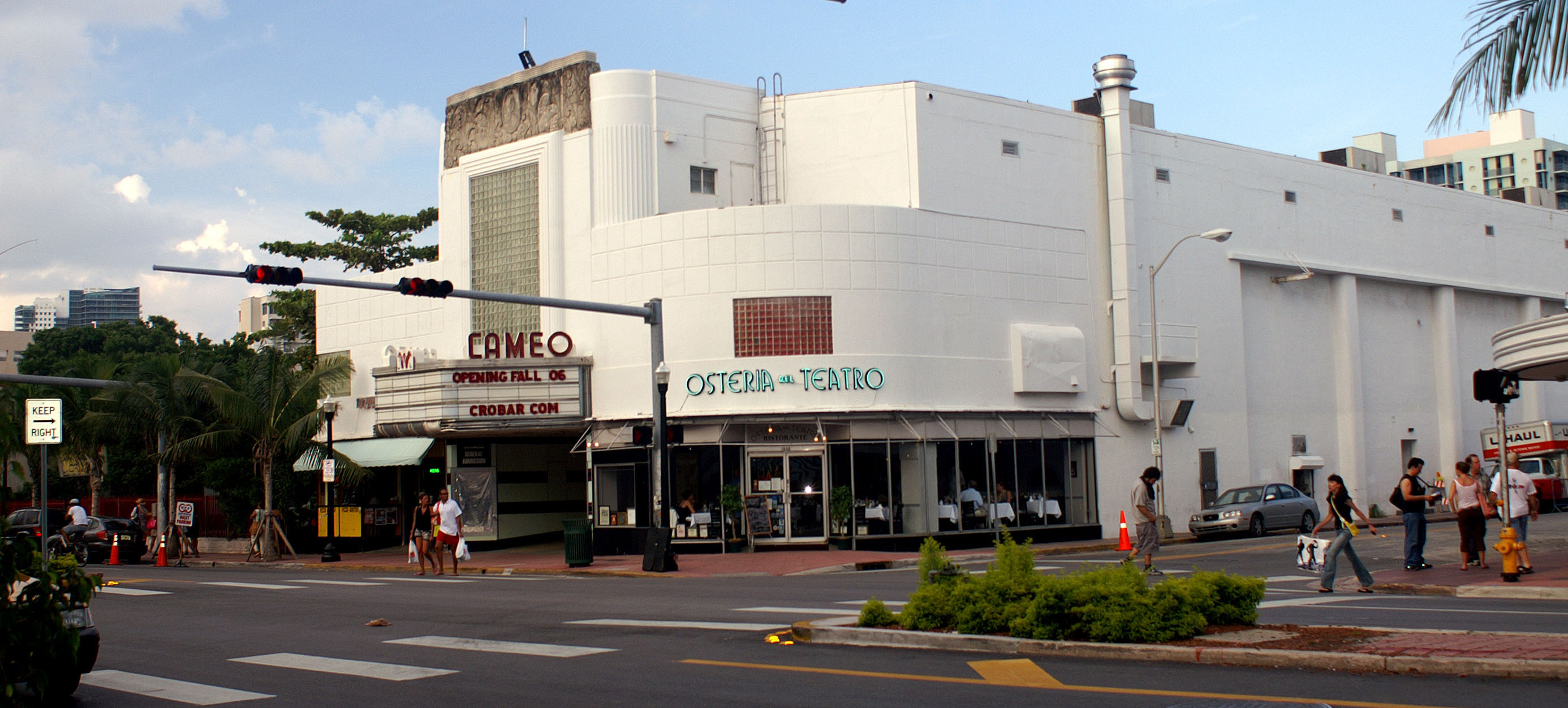
Théâtre Cameo et restaurant Ostería del Teatro, avenue Washington et Española Way.
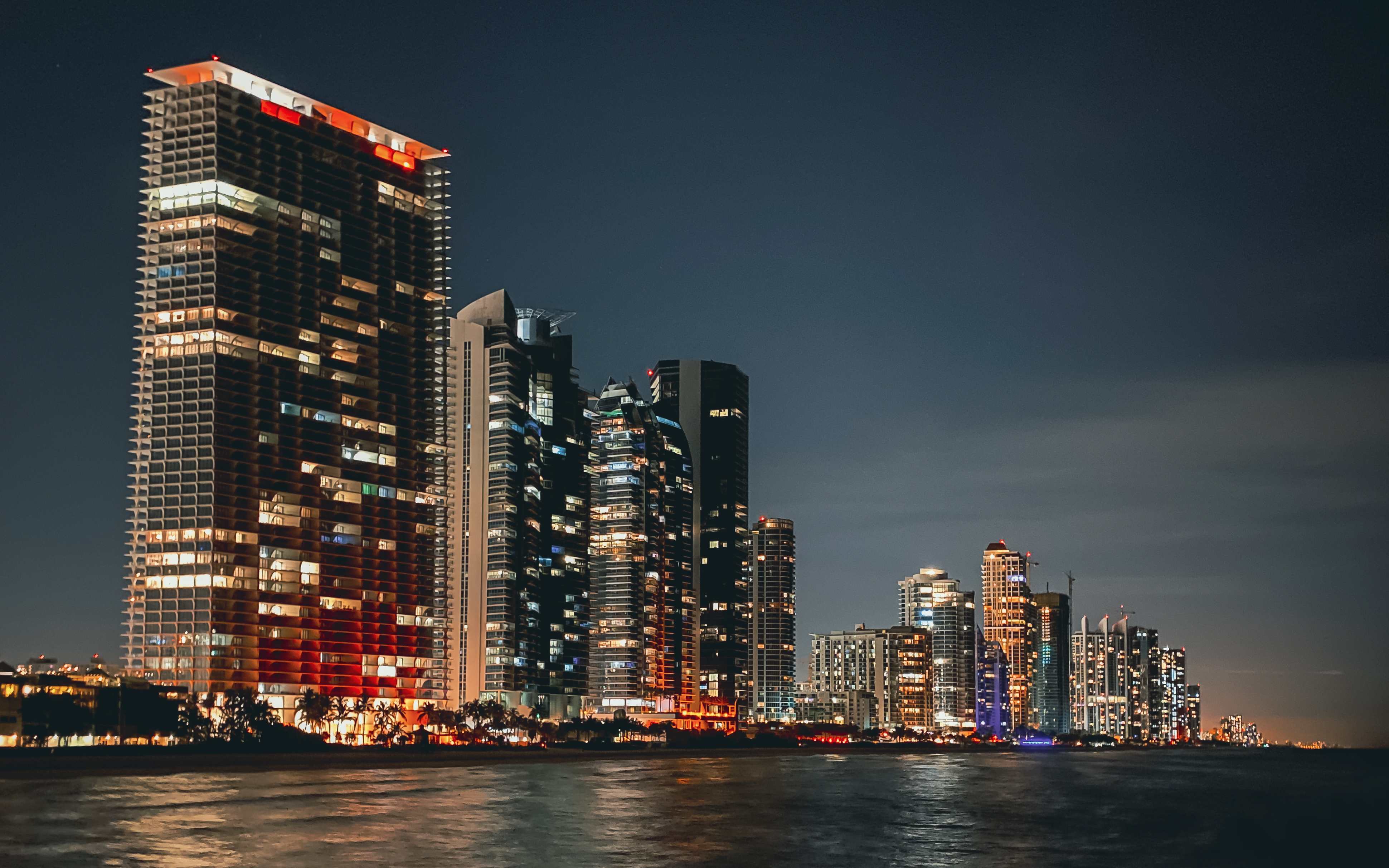
Gratte-ciels auprès de la plage à Miami Beach. Janvier 2020.